# عمر الشراري
عمر الشراري (مواليد 11 سبتمبر 2003) هو لاعب كرة قدم سعودي يلعب حالياً في نادي الجندل معار من نادي العروبة.

## مسيرة اللاعب
لعب في نادي العروبة وأعير إلى نادي الجندل في عام 2024.